# 이탈리아령 에게해 제도
이탈리아령 에게해 제도(이탈리아어: Isole italiane dell'Egeo, 그리스어: Ἰταλικαὶ Νῆσοι Αἰγαίου Πελάγους)는 1912년부터 1945년까지 이탈리아 영토였던 섬들로 에게해 남동쪽에 있는 섬 14개로 구성되어 있다. 이탈리아-튀르크 전쟁 도중 이탈리아에 점령됐고 해당 전쟁을 끝내는 우치조약에 의해 해당 섬들이 오스만 제국에 반환될 것이 약속됐지만 조약 내용이 애매했던 관계로 이탈리아측 임시 정부가 들어서게 되었고 이후 로잔 조약에 의해 신생 튀르키예 공화국은 해당 섬들에 대한 영유권을 포기했다. 이탈리아령 에게해 제도는 제2차 세계 대전 이후 영국이 통치하게 되었고 1947년 그리스에 귀속됐다.